# At the Apollo
At the Apollo è un album dal vivo e un DVD pubblicato dal gruppo musicale britannico Arctic Monkeys, registrazione dell'ultimo concerto del loro tour mondiale del 2007, tenutosi all'Apollo di Manchester il 17 dicembre 2007.

## Scaletta
1. Brianstorm
2. This House Is a Circus
3. Teddy Picker
4. I Bet You Look Good on the Dancefloor
5. Dancing Shoes
6. From the Ritz to the Rubble
7. Fake Tales of San Francisco
8. When the Sun Goes Down
9. Nettles
10. D Is for Dangerous
11. Leave Before the Lights Come On
12. Fluorescent Adolescent
13. Still Take You Home
14. Da Frame 2R
15. Plastic Tramp (with Miles Kane)
16. 505 (with Miles Kane)
17. Do Me A Favour
18. A Certain Romance
19. The View from the Afternoon
20. If You Were There, Beware

### Bonus
- Balaclava
- Bad Woman (feat. Richard Hawley)